# Apteranabropsis sinica
Apteranabropsis sinica är en insektsart som först beskrevs av Bei-bienko 1962.  Apteranabropsis sinica ingår i släktet Apteranabropsis och familjen Anostostomatidae. Inga underarter finns listade i Catalogue of Life.